# Julien Belin
Pour les articles homonymes, voir Belin.
Julien Belin est un compositeur et luthiste français actif dans la seconde moitié du XVIe siècle, mort après 1584.

## Biographie
Les seuls éléments qu’on possède sur sa vie proviennent de la Bibliothèque de La Croix Du Maine : il y est dit “manceau”, donc natif du Mans ou des environs, et exerçait en 1584 dans le pays du Maine.
Son recueil publié en 1556 révèle René de Saint-François, grand archidiacre du Mans, comme un probable protecteur, et le montre comme un luthiste capable, développant un style propre, nonobstant l’influence des luthistes Francesco Canova da Milano ou Albert de Rippe.

## Œuvres

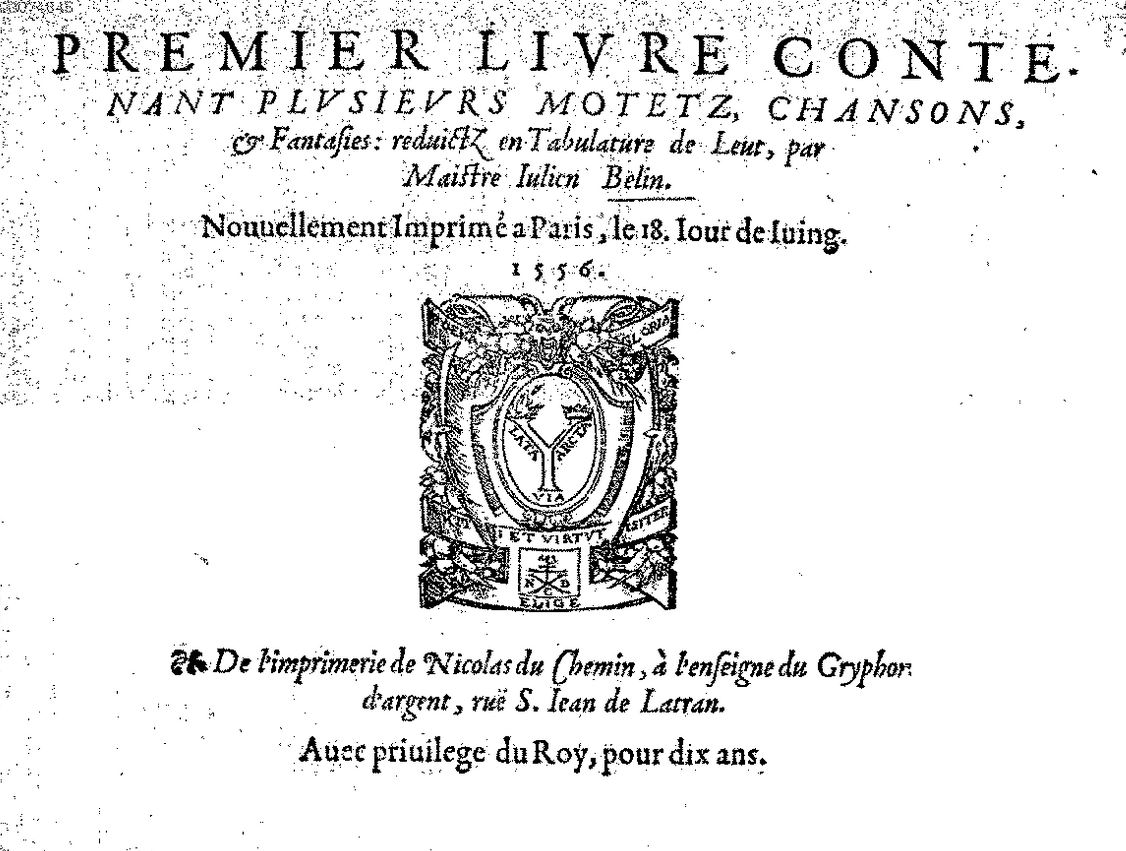
Page de titre du recueil de Julien Belin (Paris : Nicolas Du Chemin, 1556).

Il a publié en 1556, chez Nicolas Du Chemin à Paris, son Premier livre contenant plusieurs motetz, chansons & fantasies reduictz en tabulature de leut, avec une dédicace à René de Saint-François.
Livre numérisé par München MDZ
Édition moderne par Michel Renault : Éditions du CNRS, 1976 (Collection Le Chœur des Muses : Corpus des luthistes français).
Le recueil contient :
- six chansons transcrites pour le luth, par Jacques Arcadelt, Pierre Certon, Roger Pathie dit Rogier (2) et Pierre Sandrin (2), qui sont très ornementées.
- une transcription du motet Cantate Domino (anonyme, non ornementée et sans doute attribuable à Belin lui-même) ;
- une transcription de la chanson Les Bourguignons (mêmes remarques) ;
- sept fantaisies, assez courtes, dont deux sont qualifiées de “trio” et écrites à trois parties. Elles sont moins ornementées que les transcriptions des chansons et écrites dans une polyphonie rigoureuse. Cinq des fantaisies ont été reprises, groupées et dans le même ordre, dans le Thesaurus musicus continens selectissima Alberti Ripae, Valentini Bacfari et aliorum praestantissimorum carmina ad usum chelys... édité à Louvain par Pierre II Phalèse en 1574[5].

L'analyse des pièces révèle que Belin était influencé par le style d'Albert de Rippe (peut-être en fut-il un élève).

## Discographie
- Quatre pièces sont enregistrées dans : Julien Belin & Robert Meigret : compositeurs du Maine au XVIe siècle, par l’Ensemble vocal du Maine ; Jean-Dominique Abrell, chef de chœur ; Michel Amoric, luth. Un CD en supplément à l'article Amoric 2002, cité en référence.
- Le Second trio est enregistré dans La Magdalena : lute music of Renaissance France, interprété par Christopher Wilson. Un CD Virgin Veritas, réf. B000005GGS,  (EAN 0724354514029) (2000).
- ’’Mille ans de musique’’. Maîtrise de la cathédrale du Mans, dir. Philippe Lenoble. Pièces de Jehan Daniel, Jacques Peltier, Julien Belin,(Jean-Marie Poirier, luth), André Pechon, Innocent Boutry, Pierre Bouteiller et autres.1 CD Editions Art et Musique, 2006, réf. B00139P31G.